# Cortex Command
Cortex Command is een 2-dimensionaal side-scrolling videospel, ontwikkeld door Data Realms. Het spel werd voor het eerst uitgebracht als een open bèta en later vrijgegeven voor verkoop met een in tijd beperkte  demo versie. De volledige versie ervan is nog verder verfijnd, maar bevat ook onbeperkt spelen en extra functies die niet in de demo voor komen.

## Gameplay
In het spel neemt de speler de rol van een lichaamloos stel hersenen, dat zeggenschap uitoefent over verschillende klonen en robots voor het bereiken van zijn doeleinden. Het belangrijkste doel van het spel is goud te delven om nieuwe klonen te kopen en wapens en vaartuigen om vijanden uit te schakelen. Aangezien de hersenen zwak zijn, moet de speler zijn voorraden zorgvuldig beheren, de bescherming van de hersenen, het winnen van goud en het afweren van vijanden. Het spel bevat de mogelijkheid voor spelers om mods te maken (aanvullingen en wijzigingen aan het spel) met de ingebouwde Lua-programmerings-applet, en eenvoudige scripting.

## Ontwikkeling
De game engine werd ontworpen en gebouwd door Dan Tabar (Data), met behulp van verschillende open source  bibliotheken. De  GUI werd gebouwd door Jason Boettcher, het kunstwerk is door Arne Niklas Jansson (Prom) en de Mac OS X poort is door een ex-Rockstar Games programmeur Chris Kruger. In mei 2008 werd het spel beschreven als een spel dat al ongeveer zeven jaar in ontwikkeling is, met Dan Tabar die is gestopt met zijn baan in het midden van 2006 om fulltime te werken aan het project. Er zijn geen versies voor spelconsoles gepland. In het spel kunnen verschillende componenten worden gewijzigd met behulp van de  Lua programmeertaal, zoals de scènes (of niveaus), acteurs, wapens en nog veel meer.

## Ontvangst
Ondanks het feit dat het spel in ontwikkeling is, zijn er onvoltooide speelbare versies van de game ter beschikking gesteld om te proberen. Het controlesysteem voor deze onvoltooide versie is beschreven als "te onstabiel is plezier mee te hebben." Anderen beschreven het als een 'vereist geduld' spel, dat spelers vraagt om "hun tijd te nemen en te experimenteren'. Het spel is in vergelijking met andere games in het genre, zoals GunBound en Worms. Er zijn vele positieve beoordelingen over de gedetailleerde physics, en de chaotische gameplay.
Cortex Command was het Indie Games Spel van de maand voor april 2008.
Cortex Command won de Audience Award en Technical Excellence op de 2009 Independent Games Festival.